# Кирилл Сунарецкий
Кири́лл Сунаре́цкий — основатель Виданского Троицкого Сунарецкого мужского монастыря (пустыни), деятель раннего старообрядчества. Считается одним из вдохновителей учреждения Выговской пустыни.

## Биография
Родился в деревне Андреев Наволок Олонецкого уезда в семье крестьянина Ипатия Васильева. При рождении был наречён именем Карп. Мальчик рано научился грамоте, занимавшись ей у священника в Кондопоге. По достижении 16 лет, обвенчался с девицей Татианой. У них в браке родилась дочь Акилина. Спустя три года после женитьбы Карп тайно ушёл в Юрьегорский монастырь, где игуменом был преподобный Диодор. Через год молодой человек принял иночество с именем Кирилл. Более 15 лет инок странствовал по разным монастырям севера. Будучи насельником прославленной обители святого Александра Свирского, он решил посетить свою семью, и, в итоге, остался в родных местах, основав там монастырь. От Новгородского митрополита Макария III Кирилл получил антиминс и разрешение на строительство Троицкой церкви. При этом владыке в Новгородских пределах церковная реформа почти не получала распространения, так что монастырь, где продолжали служить по старым книгам, развивался и пополнялся иноками. Кроме того, в Виданской обители приняли постриг и родные Кирилла: отец (с именем Иосиф), мать (с именем Елисавета), жена Татиана (в иночестве Таисия), дочь Акилина и внук Иван. Даже при митрополите Питириме, когда после Московских соборов 1666—1667 годов началось активное преследование старообрядцев, обители удавалось сохранять старую веру. Однако в 1683 году на монастырь поступил донос, и туда была направлена военная экспедиция. Перед её появлением Кирилл весной 1684 года ушёл в Обонежье. Сначала он жил около Повенецкого Рядка (современный посёлок Повенец Медвежьегорского района в Карелии), затем с дочерью и внуком переместился в Выговскую пустынь. Кирилл жил в Сергиевском скиту на реке Выг, а потом — близ скита Огорелыши. Там он скончался и был погребён.

## Почитание
Кирилл Сунарецкий почитался в Выгорецкой обители. Уставщик обители Пётр Прокопьев построил на месте захоронения старца малую часовню, в которой каждый год служили панихиду. Часовня была перестроена в молитвенный храм киновиархом обители Симеоном Денисовым. В 1730-е годы под руководством киновиарха обители Ивана Филиппова выговские книжники написали житие Кирилла, вошедшее в Кириллово-Епифаниевский цикл.